# Carl Christian Pohland

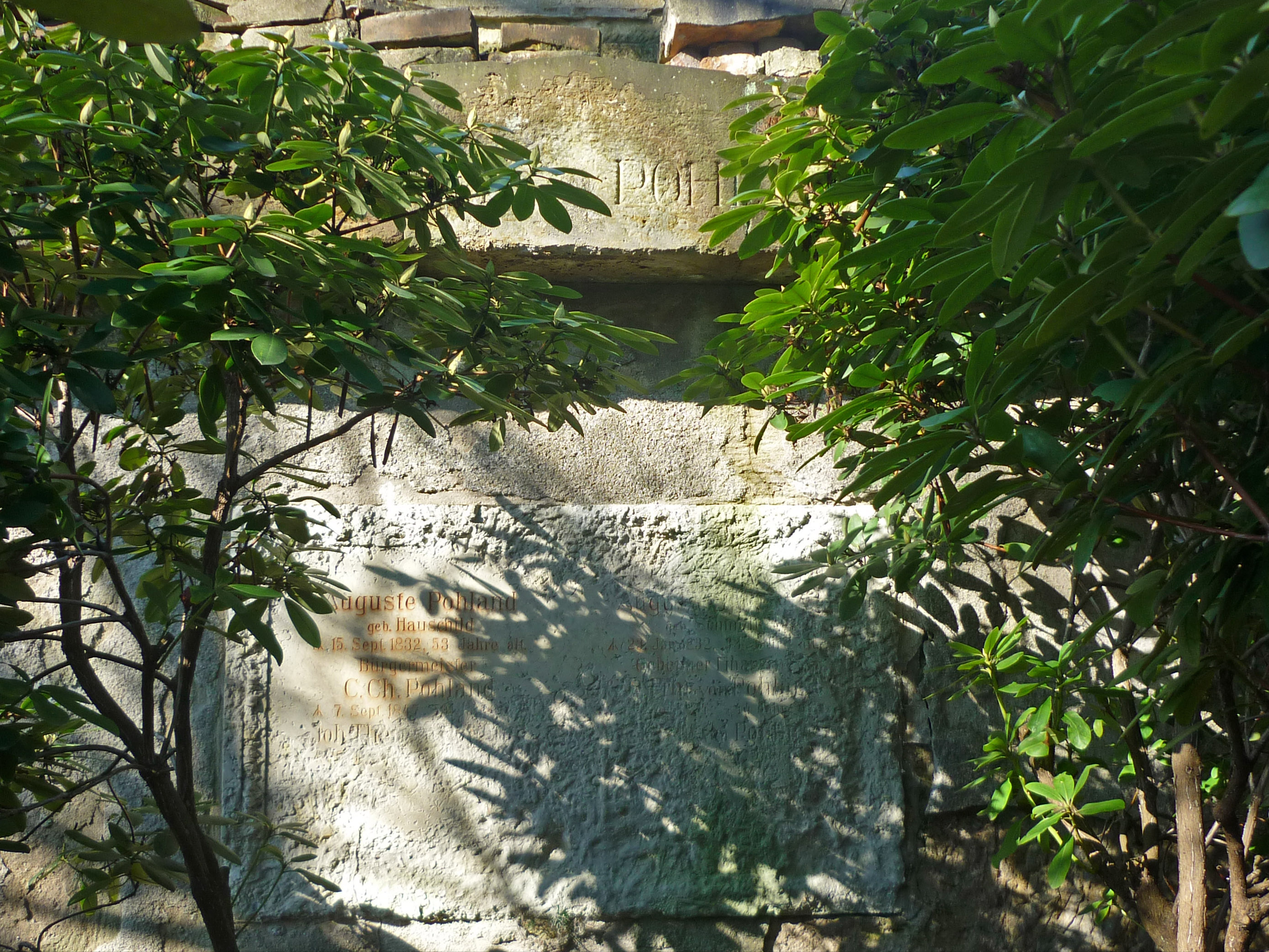
Grabstätte von C.C. Pohland auf dem Trinitatisfriedhof in Dresden

Carl Christian Pohland (* September 1769 in Neustadt an der Orla; † 7. September 1847 in Dresden) war Advokat und von 1814 bis 1823 Bürgermeister der sächsischen Residenzstadt Dresden.
Pohland besuchte vom 26. August 1783 bis zum 11. März 1789 die Landesschule Pforta, gut 50 Kilometer nördlich seines Elternhauses. Anschließend absolvierte er ein Studium der Rechtswissenschaften. 1797 ist er in einem Dresdner Adressbuch als Advokat verzeichnet.
Pohland gehörte spätestens ab 1799 dem Rat der Stadt Dresden an. 1814 trat er als Bürgermeister an die Spitze der Verwaltung. Nach der in Teilen immer noch gültigen Ratsordnung von 1470 gab es zu dieser Zeit stets einen regierenden und zwei ruhende Stadträte. Derselbe Rhythmus galt für die drei gewählten Bürgermeister. So wechselten auch diese immer in der Reihenfolge regierender – beisitzender – ruhender Bürgermeister. Pohland blieb bis 1823 im Rat und stand diesem turnusgemäß immer wieder als regierender Bürgermeister vor.
Neben seiner Aufgabe als Bürgermeister war Pohland Stadtrichter von Dresden-Neustadt, Administrator des Maternihospitals, Inspektor des Ratsbauamts, Deputierter bei der meißnischen Kreissteuereinnahme, der Steuer- und Kreditkasse Leipzig und dem Leihhaus.
Pohland war verheiratet mit Auguste, geb. Hauschild. Er starb am 7. September 1847 an den Folgen einer Lungenlähmung. Sein Sohn war der Legationsrat Gustav von Pohland.
Die Pohlandstraße im Dresdner Stadtteil Striesen ist seit 1893 nach Carl Christian Pohland benannt. Der bekanntere Pohlandplatz hingegen trägt seinen Namen zu Ehren der Dresdner Stifterin Auguste Elisabeth von Pohland (1832–1910), seiner Enkelin und Tochter Gustav von Pohlands.